# 塔克桑寺
塔克桑寺（藏語：སྤ་ཕྲོ་སྟག་ཚང༌།，威利转写：spa-phro stag-tshang，藏语拼音：Bacho Dagcang或藏語：སྤ་གྲོ་སྟག་ཚང༌།，威利转写：spa-gro stag-tshang，藏语拼音：Bacho Dagcang；可能为宗卡语；“塔克桑”为Dagcang的宗卡语英译音），按照宗卡语原名可译为“帕罗达仓”，也作虎穴寺或虎巢寺，是不丹最負盛名的蓮花生大師的聖地之一。

## 地理
塔克桑寺位於不丹西部帕羅峡谷之上900米高的的悬崖上，海拔3120米。

## 緣起
相传達倉(Taktsang)這個地方妖魔作惡不斷，莲花生大师曾经骑虎降臨此地，用神通化現「憤怒尊」多傑佐勒(Dorje Droloe)形象，降伏魔妖，并在此地修行。1998年该寺经历了一次大火，之后又进行了修复。该寺是不丹国内最神圣的佛教寺庙。。